# Colegiul Național „Tudor Vladimirescu” din Târgu Jiu
Colegiul Național „Tudor Vladimirescu” este o instituție de învățământ din Târgu Jiu, județul Gorj, România, înființată în anul 1890.

## Istoric
Cererile repetate ale orășenilor pentru înființarea unei școli stabile la Târgu Jiu au găsit un puternic sprijin în persoana lui Toma Cămărășescu, prefect al județului Gorj, deputat în parlamentul țării și vicepreședinte al Camerei Deputaților. Trecutul cultural și istoric a fost argumentul plauzibil care l-a determinat pe Titu Maiorescu, atunci ministrul Instrucțiunii publice, să aprobe prin Ordinul nr. 7680 din 23 iulie 1890 înființarea gimnaziului.
ÎNFIINȚARE

La data de 11 ianuarie 1889 prin elaborarea Decretului regal nr. 111 s-a aprobat înființarea Gimnaziului real din Târgu Jiu. Decretul a fost comunicat de Ministrul Cultelor și Instrucțiunii Publice prefecturii Gorj cu adresa nr. 7679/1890 și primăriei Târgu Jiu cu adresa 7680 din 23 iulie 1890.

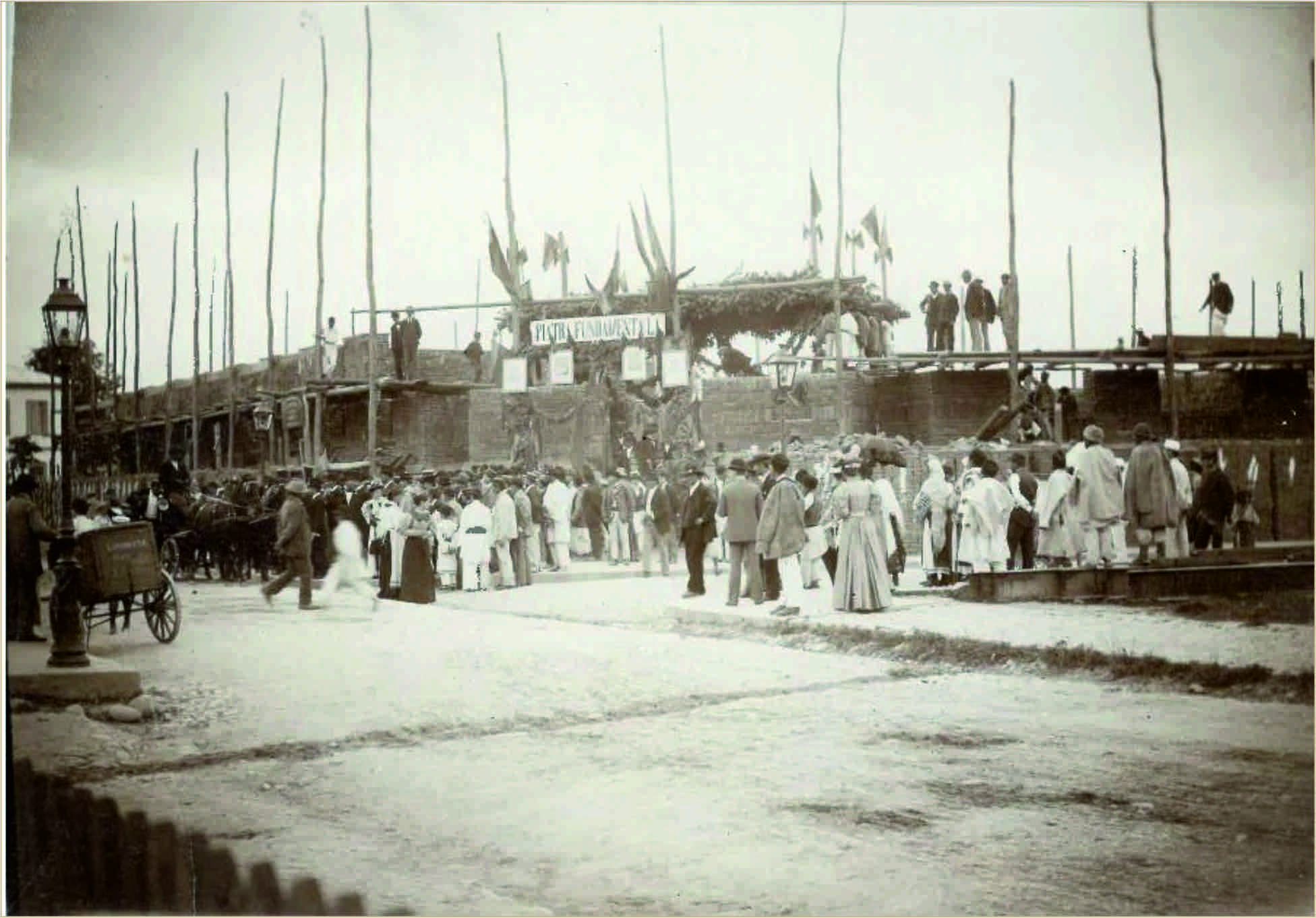
Punerea pietrei de temelie a Gimnaziului Real din Târgu Jiu / Fotografie © Arhivele Naționale Bistrița-Năsăud

Colegiul Tudor Vladimirescu a fost înființat  în septembrie 1890 ca Gimnaziu Real. Construcția sa a început în 1891 după planurile arhitectului Th. Dobrescu, antreprenor fiind Constantin Bartteli și s-a finalizat în 1894 când la inaugurarea sa a participat și ministrul instrucțiunii publice, Spiru Haret. Aici a funcționat, pe lângă gimnaziu, Școala de ceramică inițiată de directorul gimnaziului Iuliu Moisil și de arhitectul șef al județului, Aurel Diaconovici, dar și Muzeul Gorjului, primul muzeu de acest tip din țară constituit în 1894 din inițiativa unui grup de intelectuali de marcă ai Gorjului – Alexandru Ștefulescu, Iuliu Moisil, Aurel Diaconovici, Witold Rola Piekarski.
Prin adresa nr. 7681 din 23 iulie 1890 s-a numit de la 1 septembrie 1890 Ștefan Bobancu profesor suplinitor de partea literară și director, iar Traian Negrescu a fost numit profesor suplinitor de partea științifică cu îndatorirea de a împărți între dânșii și predarea gimnasticii, desenului și caligrafiei.
Prin Decretul regal nr. 2413 din 23 iunie 1897 Gimnaziul din Târgu Jiu a primit numele eroului martir Tudor Vladimirescu.

Instituția își dobândește numele de „Tudor Vladimirescu” prin decret regal în 1897. Extinderea clădirii poate fi considerată un model, deoarece a respectat întocmai arhitectura inițială.

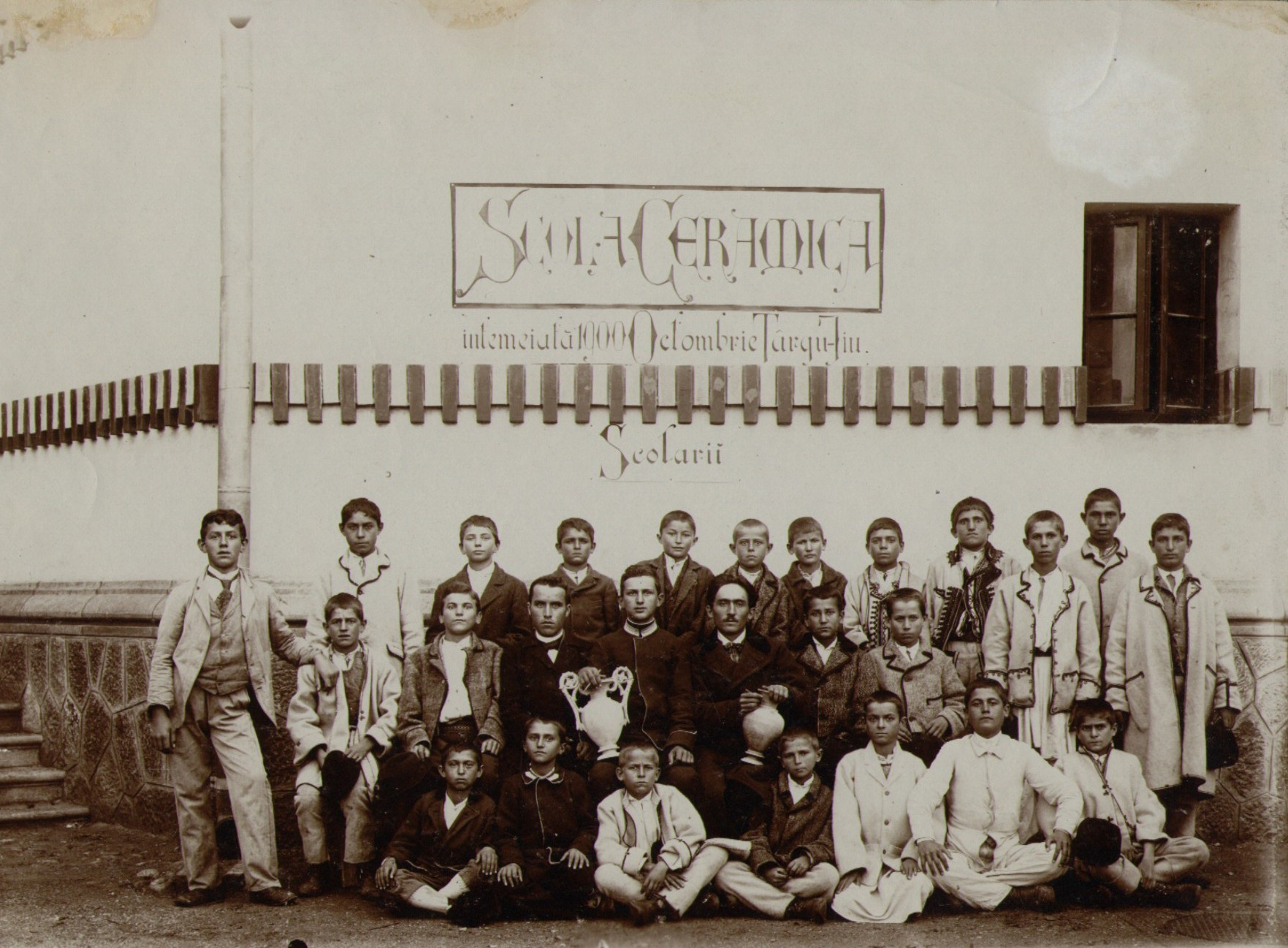
Prima Școală de Ceramică din România, Târgu Jiu

Cursurile în actualul local au început abia în 1898, când construcția clădirii a fost finalizată.  Până în 1918, în localul gimnaziului, a funcționat o Școală Ceramică. Aceasta din urmă a fost înființată de fostul director al gimnaziului, Iuliu Moisil, și condusă de maestrul Witold Rola Piekarski. 

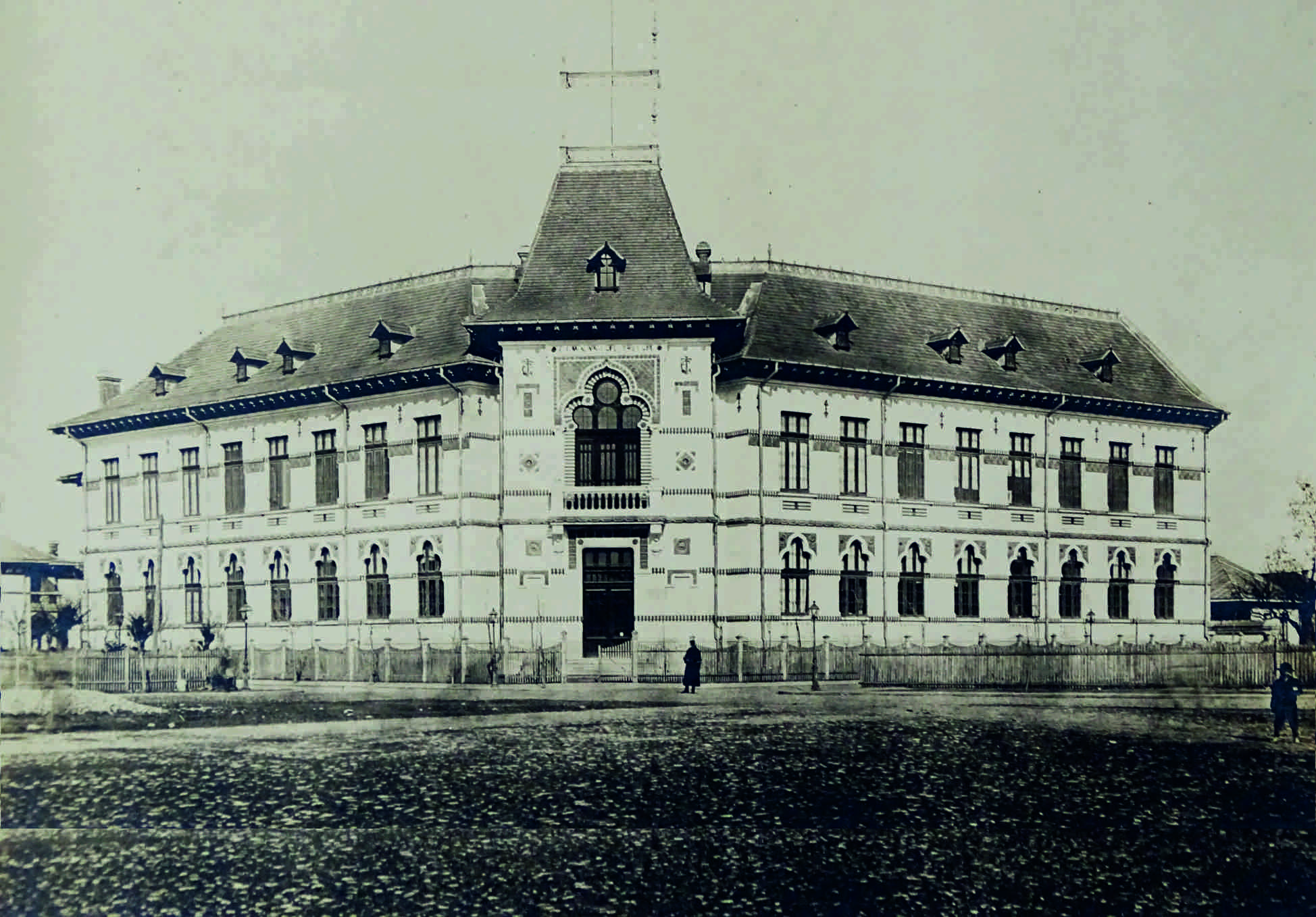
GIMNASIUL TG-JIU / Fotografie © Arhivele Naționale Bistrița-Năsăud

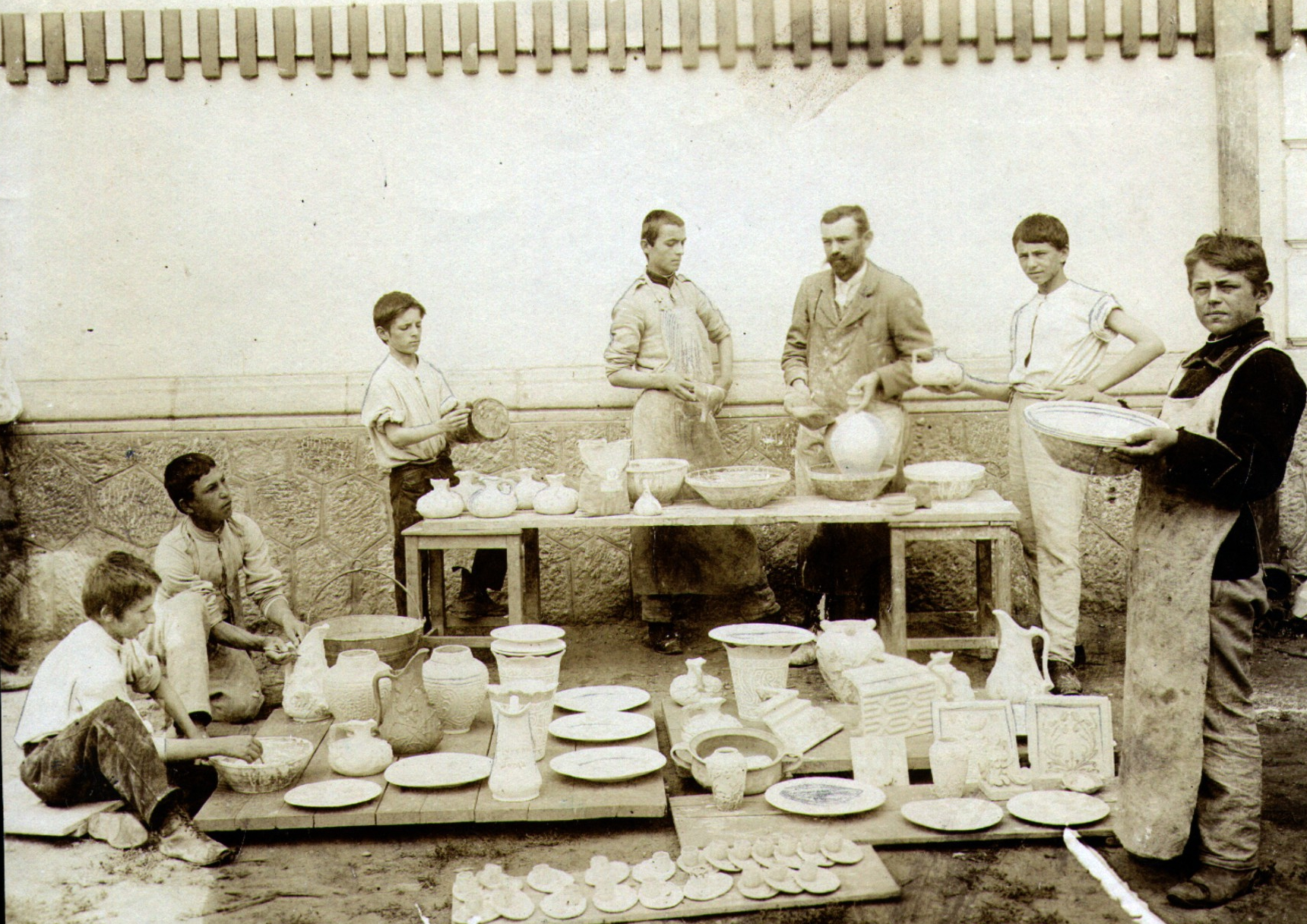
Prima Școală de Ceramică din România, Târgu Jiu

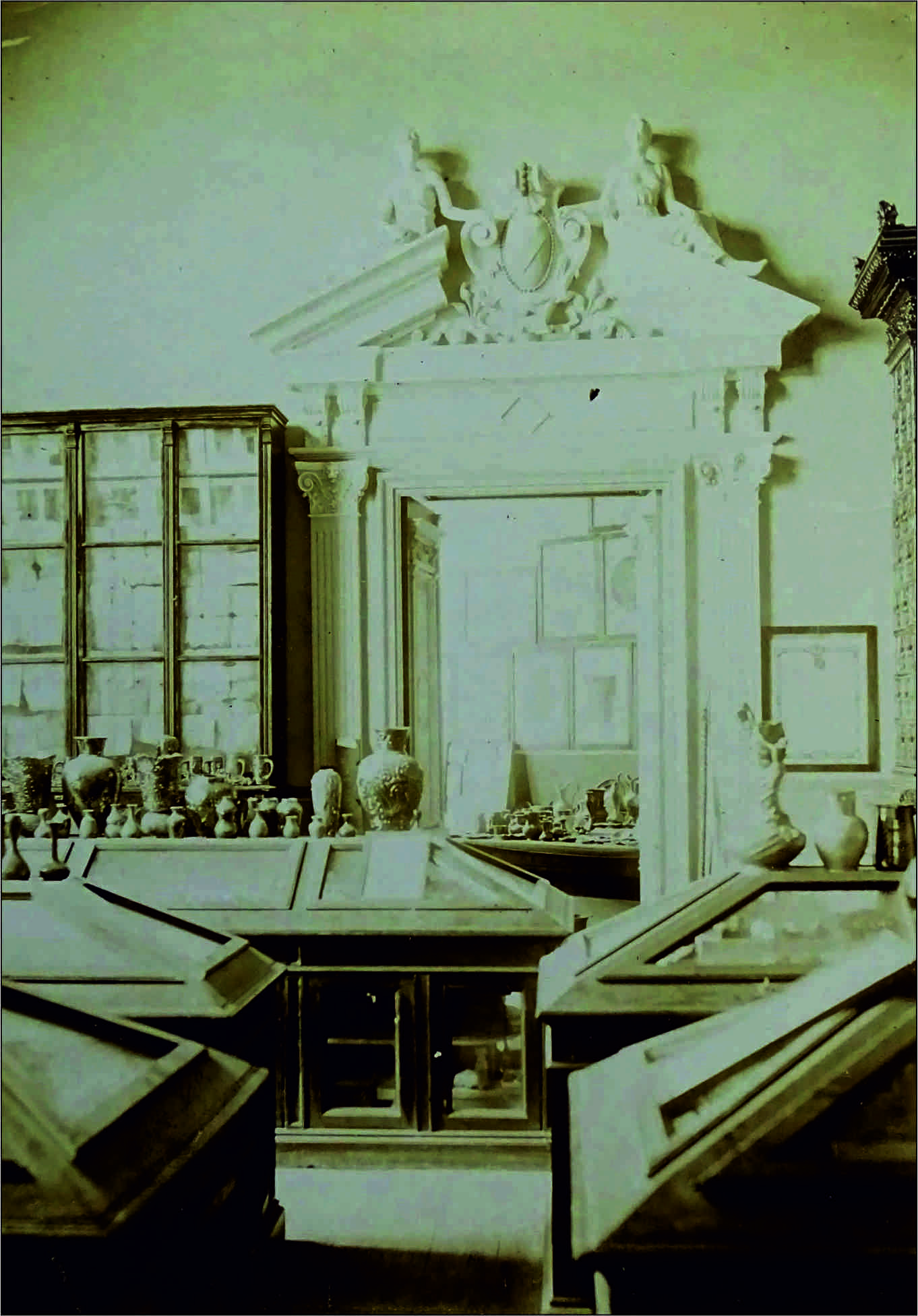
Muzeul Gorjului în clădirea Gimnaziului. În prezent, cancelaria profesorilor. / Fotografie © Arhivele Naționale Bistrița-Năsăud

În anul 1916, școala și-a întrerupt cursurile din cauza războiului.  În timpul închiderii, localul a funcționat ca spital militar și, după înfrângerea armatei române, ca grajduri pentru cai.
Prin decretul nr. 3864, la 1 septembrie 1919, gimnaziul este transformat în liceu, prima promoție absolvind în anul 1923. În anul 1928, în baza legii ce reintroduce bacalaureatul, Liceul „Tudor Vladimirescu” este încadrat ca liceu de tip D, cu 12 clase în total.
Începând cu anul școlar 1950-1951, Liceului „Tudor Vladimirescu” îi este repartizată și Școala elementară din str. Eroilor în care funcționau clasele I-VII. Din 1961, an în care învățământul liceal devenea mixt, Liceului „Tudor Vladimirescu” îi este alipit Liceul de fete „Ecaterina Teodoroiu”. Numai băieți studiau la Liceul „Tudor Vladimirescu” până în 1961, an în care Liceul de fete „Ecaterina Teodoroiu” îi este alipit. În 1977, liceul își schimbă profilul în liceu de matematică-fizică.
Tot aici, începând cu anul școlar 1972-1973, în clădirea Liceului „Tudor Vladimirescu” va funcționa prima unitate de învățământ superior din județul Gorj, Institutul de Subingineri.
Din anul 1977, liceul realist-umanist își schimba profilul, devenind Liceul de matematică-fizică, iar din anul 1999, ca recunoaștere a calității deosebite a procesului educativ desfășurat în această unitate de învățământ, Liceul „Tudor Vladimirescu” devine Colegiul Național „Tudor Vladimirescu”. 
Sursa: http://cntv-edu.ro/

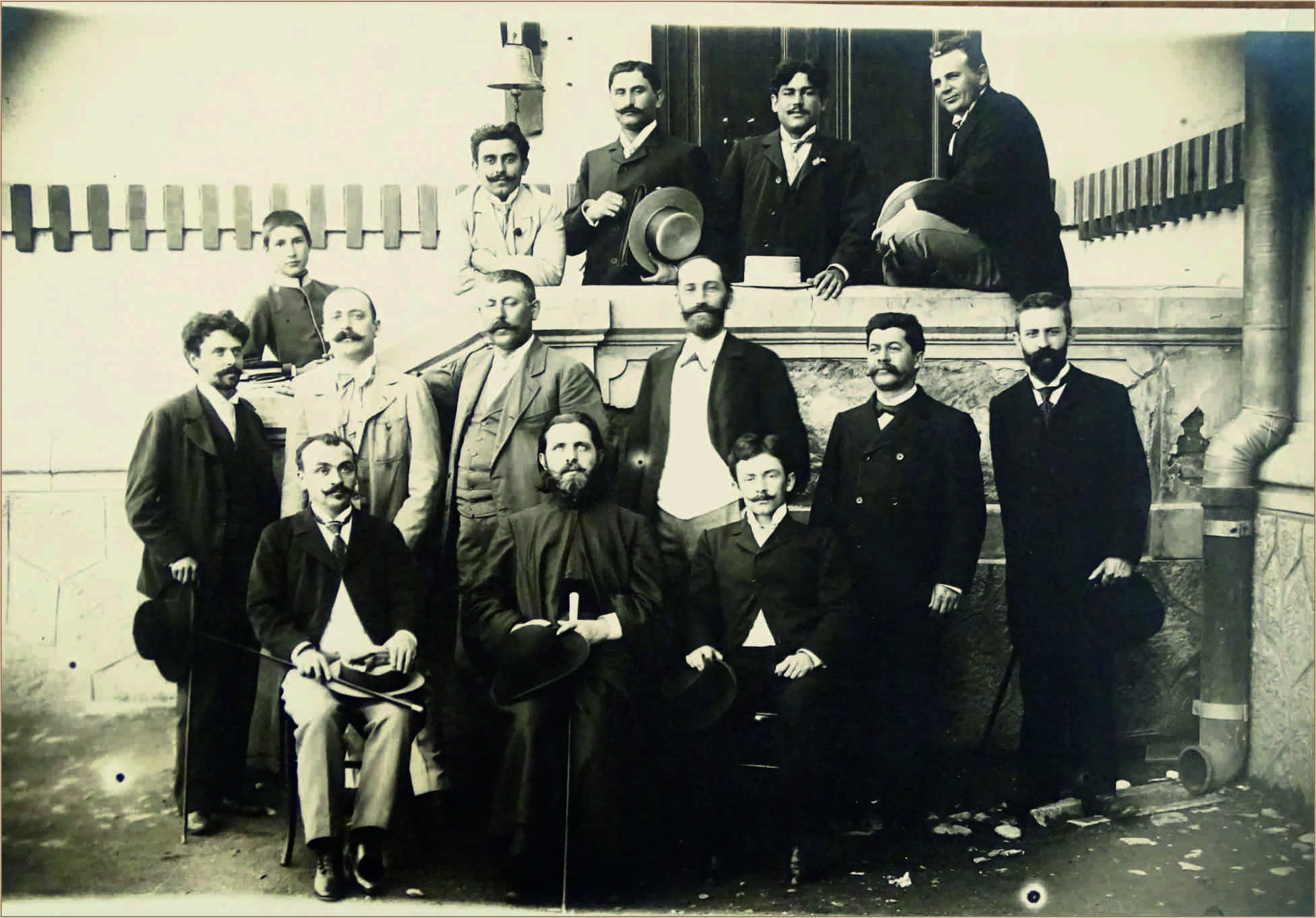
Profesorii Gimnaziului și ai Școlii Ceramice, anul școlar 1900-1901 / Fotografie © Arhivele Naționale Bistrița-Năsăud

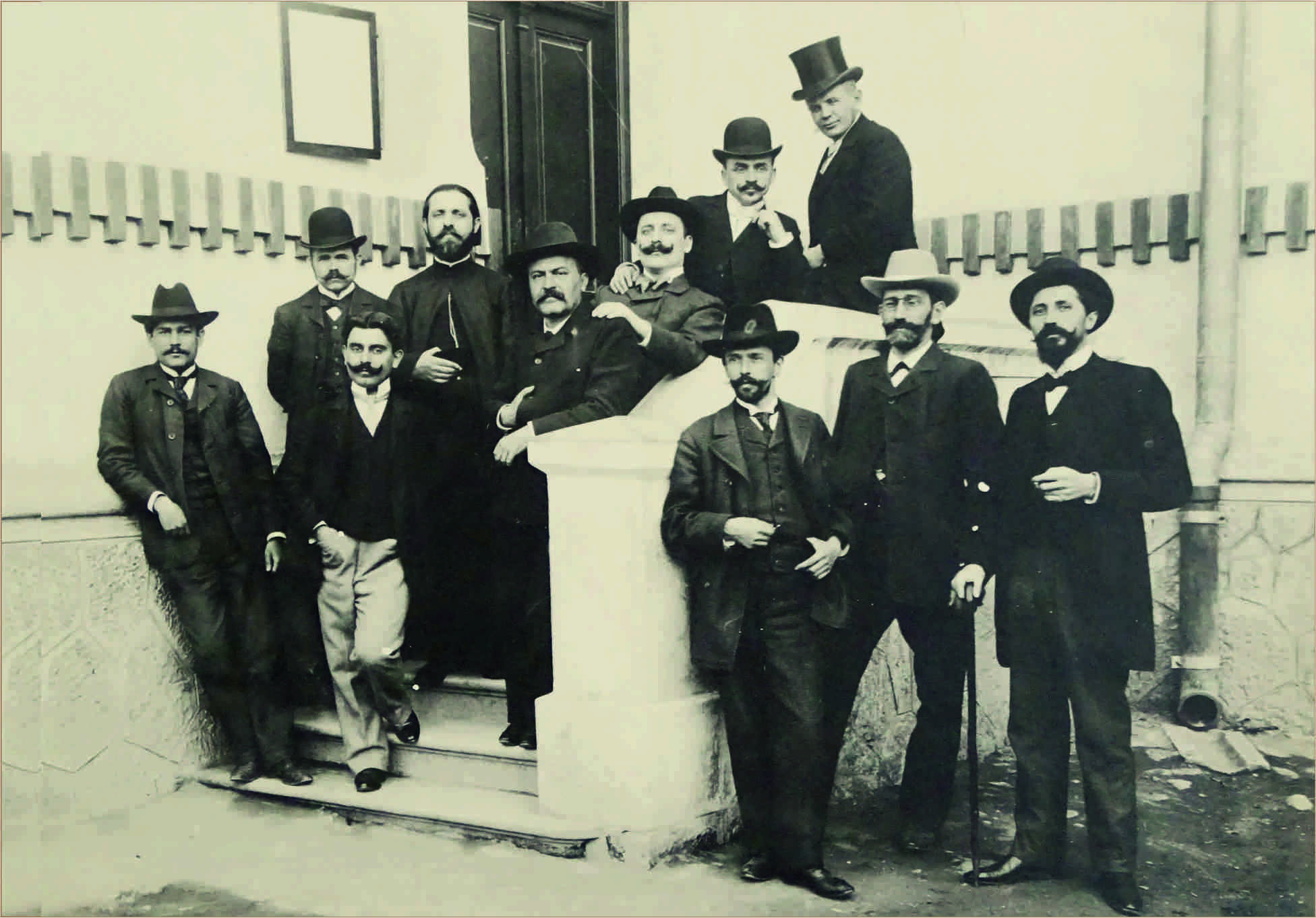
Corpul profesoral al Gimnaziului din Târgu Jiu, anul școlar 1902-1903 / Fotografie © Arhivele Naționale Bistrița-Năsăud

## Directorii liceului
- Ștefan Bobancu (1 septembrie 1890 – 1 decembrie 1893)
- C. Vișinescu (1 decembrie 1893 – 1 februarie1894)
- G. Petroșanu (1 februarie 1894 – 1 septembrie 1895)
- Iuliu Moisil (1 septembrie 1895 – 7 iulie 1905)
- Al. Andronescu (7 iulie 1905 – 1 octombrie 1907)
- T. B. Vlădescu (1 octombrie 1907 – 20 aprilie 1909)
- Tiberiu Popescu (20 aprilie 1909 – 1 ianuarie 1914)
- Augustin Crainic (1 ianuarie 1914 – 1 noiembrie 1916, 1 septembrie 1918 – 7 iulie 1919)
- Ioan Mălăescu (noiembrie 1917 – 1 septembrie 1918)
- Franț Cheresteny (7 iulie 1919 – 1 septembrie 1919)
- Constantin I. Roibănescu (1 septembrie 1919 – 24 august 1921, 1 aprilie 1922 – 15 octombrie 1923)
- Constantin Michăilescu (24 august 1921 – 1 aprilie 1922)
- Mihail Costescu (15 octombrie 1923 – 1 septembrie 1925)
- Archir Iancu (1 septembrie 1925 – 1 august 1930)
- Mircea Pîrvulescu (1 august 1930 – 1 decembrie 1933, 1 decembrie 1940 – 1 februarie 1941, 1 septembrie 1941 – 15 februarie 1942)
- Theodor Gîlcescu (1 decembrie 1933 – 24 ianuarie 1938, 12 februarie 1938 – 1 decembrie 1940, 1 februarie 1941 – 1 septembrie 1941, 15 februarie 1945 – 11 septembrie 1948)
- Pr. Pompiliu Tașcău (24 ianuarie 1938 – 12 februarie 1938)
- Pr. Gheorghe Giță (15 martie 1942 – 16 februarie 1945)
- Constantin Furtunescu (11 septembrie 1948 – 1 iulie 1949)
- Dumitru D. Diaconescu (girant 3 septembrie 1949 – 8 decembrie 1949)
- Ștefan Petrescu (8 septembrie 1949 – 1 septembrie 1950)
- Gheorghe Modoran (1 septembrie 1950 – 1 septembrie 1951)
- Vasile M. Vasiliu (1 septembrie 1951 – 25 septembrie 1953)
- Ion P. Talabă (25 septembrie 1953 – 16 septembrie 1963)
- Cornel Alexandrescu (16 septembrie 1963 – 1 septembrie 1970)
- Cornel Cîrstoiu (1 septembrie 1970 – 5 septembrie 1972)
- Petre Rădulea (5 septembrie 1972 – 15 septembrie 1974)
- Nicolae Dincu (1 octombrie 1974 – 8 noiembrie 1979)
- Vasile Romanescu (delegație 8 iunie 1979 – 8 noiembrie 1979)
- Maria Burghiu (delegație 1 septembrie 1980 – 10 ianuarie 1981)
- Gheorghe Temereancă (10 ianuarie 1981 – 9 iulie 1997)
- Ion Lica (delegație 15 septembrie1997 – 23 octombrie 1997)
- Dorin Dan Tașcău (24 octombrie 1997 – 29 martie 2007)
- Elena Goga (29 martie 2007 – 9 iunie 2009)
- Cornelia Elena Bărbieru (9 iunie 2009 – 17 noiembrie 2009)
- Dorin Dan Tașcău (17 noiembrie 2009 – 30 decembrie 2020)
- Cristina Goanță (11 ianuarie 2021 – prezent)

## Absolvenți / Personalități
DOMENIUL MEDICAL
- Traian Rebedea – Prof. univ. dr. (științe medicale), membru emerit al Academiei de Științe Medicale din România, specialist obstetrică-ginecologie.
- Șerban Alexandru Brădișteanu – Doctor în Științe medicale, specialist în chirurgie cardio-vasculară cu recunoaștere internațională
- Mihai Popescu – Prof. univ. dr. Facultatea de Medicină, București, specialist ortopedic
- Mircea Beuran – Prof. univ. dr. Catedra de chirurgie a UMF „Carol Davilla” București, șef secție chirurgie, Spitalul Clinic de Urgență
- Grigore Gr. Lupescu – doctor în medicină, membru al Academiei de Știință din New York, a fost nominalizat și distins cu numeroase premii și distincții: Institutul Biografic America (ABI) din Carolina de Nord (SUA), Centrul Biografic Internațional (IBC) din Cambridge. A fost nominalizat pentru ,,Omul anului în știință” (2009); membru al Academiei de Științe Medicale din România; Membru al Academiei de Științe din New-York (1997); Membru fondator al Societății Medicilor Scriitori și Publiciști din România; A brevetat nitroglicerina, în bolile cardio-vasculare
- Carmen Doina Ginghină – Prof. univ. dr., specializare cardiologie, Institutul de Boli Cardio-vasculare
- Prof. dr. C. C. Iliescu – primul medic român acceptat de Societatea Americană de Cardiologie; Șeful Clinicii de Cardiologie; Președinte al Societății Române de Cardiologie.
- Ion P. Țiclete – doctor în științe medicale, Șeful Clinicii Medicale II Cluj
- Vasile P. Țiclete – doctor în științe medicale, specializarea urologie
- Dan Cioată – Medic primar chirurgie cardiovasculară la Institutul de Urgență pentru boli cardiovasculare și transplant Târgu Mureș și IBCV-Timișoara;teolog, absolvent al Facultății de Teologie ortodoxă, Timișoara ;scriitor.Cărți publicate:1.Medicina ca misiune 2.Taina iubirii -poezii 3.Dumnezeu și chirurgul.
- Dan Doru Ghica – medic primar chirurg, doctor în științe medicale

ARMATĂ – generali și ofițeri superiori ai armatei/poliției române
- Grigore Cornicioiu – general de armată; Nicolae Cambrea – general de brigadă, distins cu ordinul „Eroul de la Cotul Doamnei”; Dr.Grigore Hortopan – general-medic veterinar, eminent om de știință; Mihail Lascăr – general de armată, cavaler al ordinului „Mihai Viteazul”; Nicolae Constantinescu – general, medic stomatolog, prof. univ. dr. docent; Grigore Niculescu – general de brigadă distins cu ordinul „Eroul de la Mărășești”; Dumitru Popescu – general de corp de armată, Primar al orașului Craiova; Constantin Petrovicescu – general, Ministru de Interne (Guvernul Antonescu)

PERSONALITĂȚI
- Iulian Popescu – prof. univ. dr., șef de catedră, decan al Universității din Craiova, primul decan al facultății de Mecanică la a cărei înființare a contribuit, secretar științific, personalitate științifică reprezentativă pentru cercetarea academică internațională; din 1998 – membru al comisiei internaționale al IFTOMM de Istoria Mecanismelor; Creator al unei școli tradițiuonale de mecanisme biologice
- Octavian Dogaru – Prof.univ.dr. în matematică, Șeful catedrei de sisteme de calcul a Facultății de Matematică.
- Dr. Dragoș Bugă – absolvent al Facultății de Geologie – Geografie, secția Geografie a Universității din București (1953) – Cercetător principal la Institutul de Geografie (timp de 46 ani); A susținut peste 150 de comunicări științifice la diverse manifestări naționale, internaționale, organizate de Institutul de Geografie din România; A obținut numeroase premii și distincții – premiul ,,Gheorghe Murgoci” al academiei Române pentru lucrările elaborate; A organizat în cadrul Filialei Societății de Geografie – Gorj, 39 de simpozioane de geografie a Gorjului.
- Ion Paraschivoiu – prof.univ.dr., Președinte al Academiei Americano-Române de Arte și Științe (A.R.A), cercetător și profesor la Ecole Politechnique de Montreal.
- Constantin Udriște – prof.univ.dr., absolvent al Universității din Timișoara (1963); doctor în matematică – universitatea Babeș-Bolyai Cluj Napoca, 1971; Profesor titular – fondator și decan al Facultății de Științe aplicate, Universitatea Politehnică București; Reprezentant al școlii române de geometrie și optimizări; Membru titular al Academiei Oamenilor de Știință din România; Membru corespondent al Academiei Peloritane din Messina; Autor a peste 45 de cărți și al celor 39 de proiecte de cercetare științifică.
- Prof. dr. Nicolae Pănoiu – absolvent al Institutului Politehnic din   București (1952) - specializarea Energetică; profesor consultant la Universitatea Politehnică din București; A desfășurat o intensă muncă de cercetare în domeniul arderii combustibililor, în cadrul Institutului de Energetică al Academiei Române (1954-1968). A efectuat 123 de lucrări de cercetare, publicate în 130 de lucrări; Membru al The Combustion Institute (USA).
- Ion Pîrgaru – prof. univ. dr. ASE București, Universitatea Politehnică București, absolvent-Facultatea de Comerț Exterior, ASE București (1972), secretar economic, Consulatul General din Montreal, Canada,secretar economic, Ambasada României din Washinton, SUA, coordonator al relațiilor economice cu țările ASEAN, Ministerul Comerțului, Consilier diplomatic (din partea MAE) Ministerul Educației și Cercetării, Președinte „Fundația Comercială Română”
- Silviu Alin Băcanu – ing. dr. în Științele Matematice (SUA)
- Simona Temereancă – cercetător dr. biofizician (SUA)
- Doru Talabă – prof. ing. Valence Saint-Perag, Franța
- Aurelian C. Calatoiu – prof. univ., membru al Academiei de Silvicultură, Agricultură și Zootehnie
- Grigore Brâncuși – prof. univ. dr. în filologie, Șeful Catedrei de Istorie a limbii române, profesor consultant la catedra de limba română a Universității București, membru corespondent al Academiei Române.(din 2006)
- Vasile Ionici – diplomat ONU
- Ilarie Huică – prof. univ. dr.

ARTIȘTI
- George Uscătescu – filosof, estetician , poet și sociolog român; Membru de onoare din străinătate al Academiei Române (din sept. 1991); Absolvent al facultății de Litere și Filozofie și ala Facultății de Drept (Universitatea București); A obținut specializări prin studii declarate în domeniile filozofie, litere și drept; Prof. univ. la Universitatea Complutense din Madrid (titular la catedrei de filozofie a lui Ortega y Gasset și Eugenio d’Ors); Profesor de onoare al Universității din Roma, Buenos Aires, Moderna Ciudat de Mexico, Strassbourg, Florența, Genova, Valencia, Trieste, Palermo, Bologna; A colaborat cu diaspora română (fiind stabilit la Madrid); A redactat peste 80 de cărți și sute de articole.
- Iosif Keber – renumit pictor, absolvent al Școlii de arte frumoase din București.
- Petru Dumitriu – scriitor, absolvent al Facultății de Filosofie, Universitatea din München (1941-1944), beneficiind de o bursă „Humboldt”. Din 1960 își trăiește exilul  În Germania pînă la sfîrșitul vieții. Autor de romane, piese de teatru, povestiri, eseuri și publicistică. Membru (din străinătate) al Academiei Române.
- Ovidiu Ion Pînișoară – scriitor, prof. univ. dr. Universitatea București
- Petre Popescu Gogan – doctor în științe filologice, scriitor
- Grigore Zmeu – doctor în filosofie, scriitor

- Tudor Berca – regizor, Televiziunea Română, scriitor.
- Horațiu Mălăele – actor, interpret consacrat de comedie. Actor, regizor, caricaturist și scriitor român. Absolvent IATC ,,I.L.Caragiale”, București (1975), clasa profesorului Octavian Cotescu.Colegiul Național „Tudor Vladimirescu” Târgu Jiu

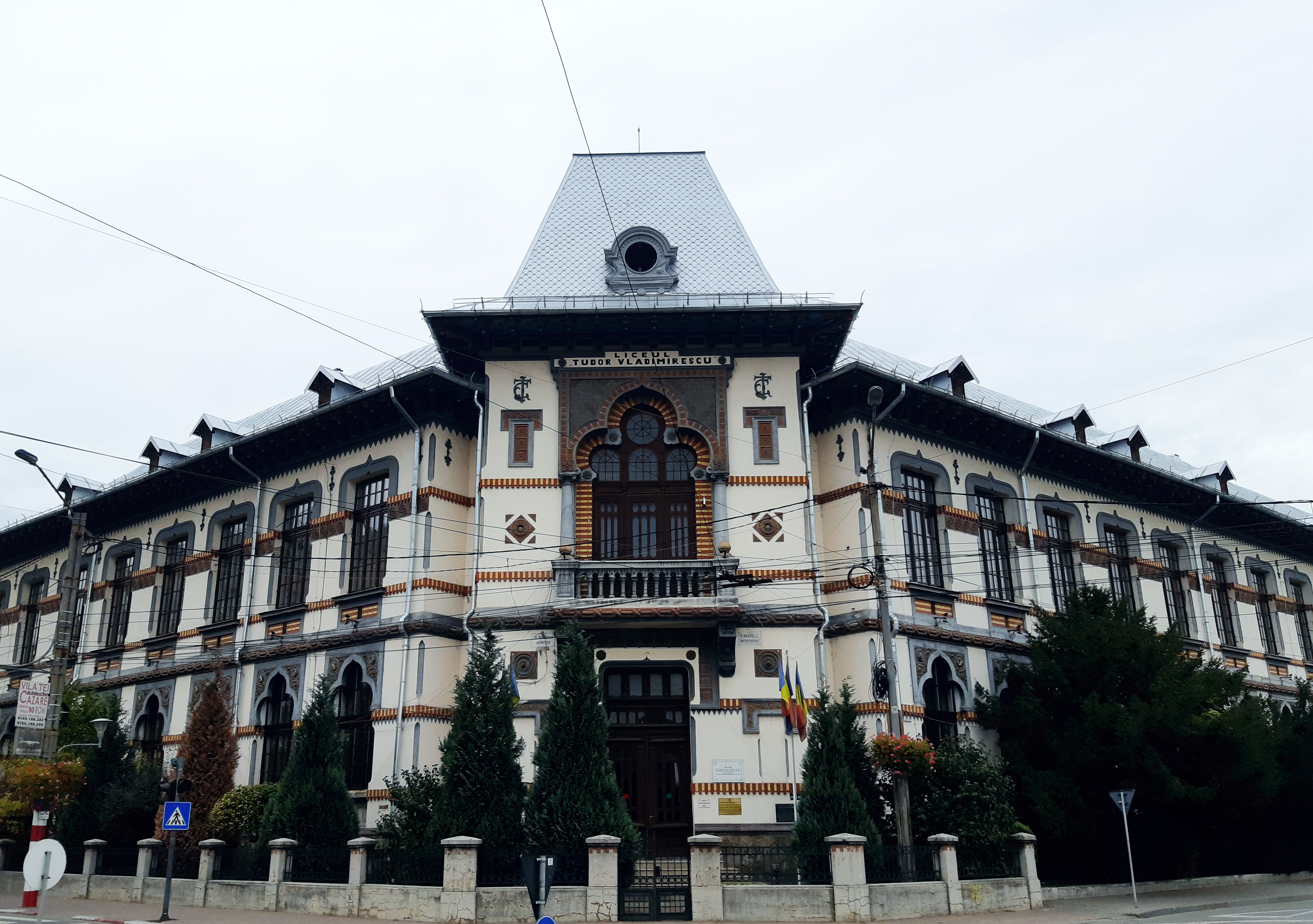
Colegiul Național „Tudor Vladimirescu” Târgu Jiu